# Finansliv
Finansliv var en branschtidning för anställda inom bank, försäkring och finans.
Finansliv ägdes före nedläggningen av Finansförbundet men producerades av en självständig redaktion på Tidningen Journalisten AB på uppdrag av förbundet.  Medlemmar i Finansförbundet fick Finansliv som en del av sitt medlemskap och tidningen nådde 32 000 personer inom bank och finans.
Finansliv arrangerade även event som Finansloppet och Sustainable Finance Stockholm.

## Historik
Finansliv bildades år 2010 som en sammanslagning av Finansvärlden som gavs ut av Finansförbundet och Försäkring & Finans av FTF (senare omdöpt till Forena). Finansvärlden hade sitt ursprung i Svenska bankmannaföreningens tidskrift som startades 1911 och under större delen av sin verksamhetstid gavs ut under titeln Bankvärlden. Försäkring & Finans hade startats 1945 som Försäkringsvärlden när FTF bildades och ersatte de då samgående föreningarnas tidningar.
År 2018 togs produktionen av Finansliv över av Tidningen Journalisten AB som även gav ut Journalisten. Journalistens vd och chefredaktör Helena Giertta blev i samband med detta även chefredaktör för Finansliv.
Finansförbundet och FTF gav ut Finansliv gemensamt fram till 2019 när FTF drog sig ur. 2024 beslutade Finansförbundet att lägga ned Finansliv.

## Chefredaktörer
- Unn Edberg, 2010–2015
- Martin Ahlquist, tillförordnad, 2015[4]–2016[5]
- Agnetha Jönsson, 2016[6]–2018[7]
- Helena Giertta, 2018–2023[8]
- Axel Andén, 2023-2024[9]

Sedan Tidningen Journalisten AB tog över produktionen var samma person vd och chefredaktör för både Finansliv och Journalisten.